# State of the Union

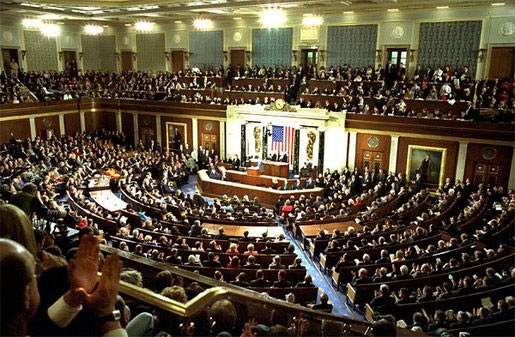
State of the Union op 28 januari 2003 door George W. Bush

De State of the Union is een jaarlijkse toespraak van de president van de Verenigde Staten tot de leden van het Amerikaanse Congres (het Huis van Afgevaardigden en de Senaat) over de staat van het land. Pas aangestelde presidenten wachten een jaar alvorens hun eerste rede te voeren. De toespraak is min of meer vergelijkbaar met de Nederlandse Troonrede.
De State of the Union wordt gehouden in januari, sinds 2011 steeds op een dinsdag.
De president maakt zijn plannen en politieke doelstellingen voor het komende jaar bekend. De toon van de State of the Union is vrijwel altijd optimistisch en motiverend.
President Franklin D. Roosevelt was in 1934 de eerste die de term 'State of the Union' gebruikte. Daarvoor was het bekend als de 'Annual message to Congress'. Deze werd voor het eerst voorgedragen door  George Washington in 1790. Thomas Jefferson brak in 1801 met deze mondelinge traditie en richte zich in een schriftelijke boodschap tot het congres. Dit ging zo door tot 1913 toen Woodrow Wilson de eerste was die weer een toespraak tot het congres gaf. 
Dankzij de komst van radio, televisie en sociale media biedt de rechtstreeks uitgezonden toespraak de president tegenwoordig ook de gelegenheid om zich tot het hele volk te richten.